# محبوب أباد (مرند)
محبوب‌ أباد هي قرية في مقاطعة مرند، إيران. عدد سكان هذه القرية هو 1,266 في سنة 2006.